# Yonaguni (eiland)

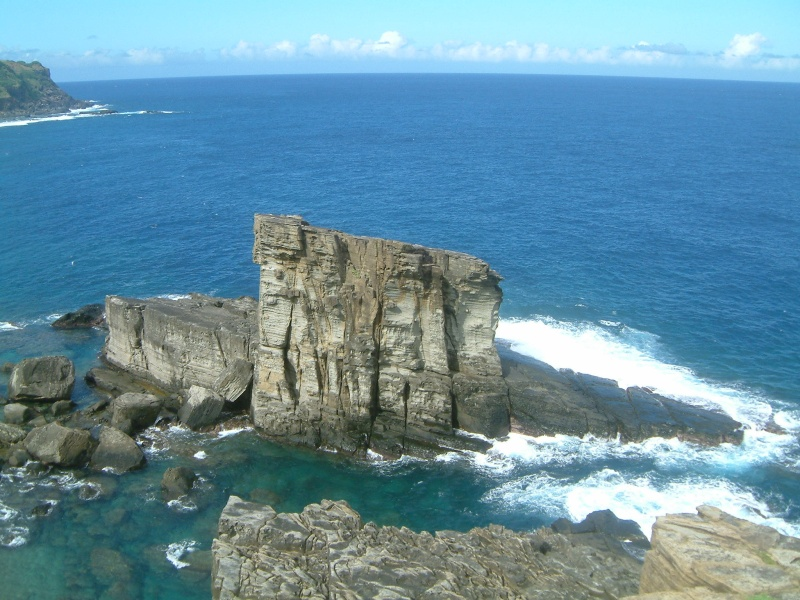
De rotskust, Gunkan-Iwa

Yonaguni (Japans: 与那国島, Yonaguni-jima) is het meest westelijk gelegen eiland van Japan. Het eiland is onderdeel van de Yaeyama-eilandenarchipel, dat op zijn beurt wordt gerekend tot de grotere groep van Sakishima-eilanden binnen het geheel van de Riukiu-eilanden. Het eiland valt sinds 1530 onder de jurisdictie van  Okinawa, het hoofdeiland van de Riukiu-eilanden. Op het eiland wordt een aparte taal gesproken, het Yonaguni.

## Aardrijkskunde
Het eiland heeft een oppervlakte van 28,88 km², een bevolking van 1745 mensen, een gemiddelde temperatuur van 23,9°C en een neerslaggemiddelde van 3.000 mm.
Yonaguni was een deel van het Aziatische continent tot na de laatste ijstijd en vormde een onderdeel van de landengte tussen China, Taiwan en Japan. Door de zeespiegelstijging als gevolg van het smelten van het landijs werd het een eiland.
Het eiland is bekend door uitgestrekte onderzeese rotsformaties, het Yonaguni-monument, een complex van schijnbaar kunstmatige constructies die echter van natuurlijke oorsprong zijn gebleken.

## Geschiedenis
Vanaf de 17e eeuw maakt het eiland politiek deel uit van Japan. Van 1945 tot 1972 werd het eiland bezet door de Verenigde Staten.